# École Cheng-Zhu

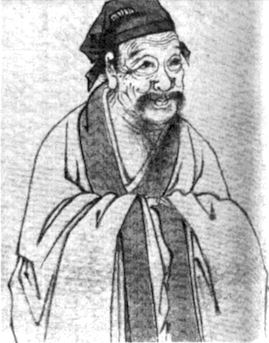
Zhu Xi (朱熹), un des principaux néoconfucianistes

L'école Cheng-Zhu (chinois : Chéngzhūlĭxué, 程朱理学) est une des principales écoles de philosophie du néo-confucianisme, basée sur les idées des philosophes néo-confucéens Cheng Yi, Cheng Hao et Zhu Xi. On l'appelle aussi l'école rationaliste.
La formulation de Zhu Xi de la vision du monde néo-confucéenne est la suivante. Il croyait que le Dao (chinois : 道 ; pinyin : dào ; lit. « chemin ») de Tian (chinois : 天 ; pinyin : tiān ; lit. « ciel ») est exprimé en principe ou li (chinois : 理 ; pinyin : lǐ), mais qu'il est gainé de matière ou qi (chinois : 氣 ; pinyin : qì). En cela, son système est basé sur les systèmes bouddhistes de l'époque qui divisaient les choses en principe (encore une fois, li) et shi (chinois : 事 ; pinyin : shì). Dans la formulation néo-confucéenne, le li en lui-même est pur et presque parfait, mais avec l'ajout de qi, des émotions de base et des conflits surviennent. La nature humaine est à l'origine bonne, soutenaient les néo-confuciens (à la suite de Mencius), mais pas pure à moins que des mesures ne soient prises pour la purifier. L'impératif est alors de purifier son li. Cependant, contrairement aux bouddhistes et aux taoïstes, les néo-confuciens ne croyaient pas en un monde extérieur sans lien avec le monde de la matière. De plus, les néo-confuciens rejetaient en général l'idée de réincarnation et l'idée associée de karma.
Différents néo-confuciens avaient des idées différentes sur la façon de le faire. Zhu Xi croyait au gewu (chinois : 格物 ; pinyin : géwù), l'investigation des choses, essentiellement une forme académique de science d'observation, basée sur l'idée que li se trouve dans le monde.